# Сонети за живота и смъртта на мадона Лаура
„Сонети за живота и смъртта на мадона Лаура“ (на италиански: Il Canzonière, Canzonière, в превод „песенник“) е поетичен сборник на Франческо Петрарка, в която поетът възпява любовта си към Лаура и скръбта си за загубата на любимата си. Написан е след 1348 година. Оригиналното заглавие е на латински: Rerum vulgarium fragmenta.

## Причини за написване на творбата
Франческо, син на нотариус, докато изучава правни науки, нерядко се отдава да страстта си да съчинява стихове. Решава, че името му не е благозвучно и подходящо за творческата му личност, и се прекръства на Петрарка. Друго събитие, което преобръща живота, а и творчеството му, е посещението на Разпети петък през 1327 г. на църквата „Сен Клер“ в Авиньон. Там за пръв път се среща с Лаура и тя заема основна роля в живота и творчеството му дълги години. Лаура е красива двадесетгодишна омъжена девойка. Осъзнаването на невъзможната любов тласка Петрарка към още изпепеляващи чувства. Не след дълго обаче Лаура умира от чума и писателят се оттегля в самота. Със смъртта на Лаура се ражда и творбата му „Сонети за живота и смъртта на мадона Лаура“.
Франческо Петрарка нанася чести промени върху сборника си. Така след чумната епидемия през 1348, която отнема живота на любимата му, сборника му бива разделен на сонети за живота и смъртта на Мадона Лаура. Сборникът съдържа в себе си 366 на брой сонети, балади, канцони, разделени в две композиционни части: „Песни за живота на мадона Лаура“ (263 произведения) и „Песни за смъртта на мадона Лаура“ (103 произведения).

## Издания
- Франческо Петрарка. Сонети за живота и смъртта на мадона Лаура. С., Нов Златорог, 2011
- Лавър. Избрани стихотворения, изд. „Народна култура“, София, 1985, прев. Стефан Петров